# Maxim Lapierre
Maxim Lapierre (St. Leonard, 29 marzo 1985) è un ex hockeista su ghiaccio canadese.

## Palmarès

### Club
- Calder Cup: 1

Hamilton: 2006-2007

### Individuale
- CHL Top Prospects Game: 1

2002-2003